# Конференція римсько-католицьких єпископів України
Конференція римсько-католицьких єпископів України (лат. Conferentia episcoporum Ucrainae) — орган, що об'єднує єпископів Римсько-католицької церкви в Україні та має на меті координувати діяльність єпископів і співпрацю в розв'язанні поточних питань із життя церкви.
Конференція єпископів розв'язує поточні питання під час робочих зустрічей — пленарних засідань.
До складу Конференції єпископів України (КЄУ) входять єпископи-ординарії, єпископи-помічники і єпископи-емерити (останні під час засідань мають лише дорадчий голос). На сьогодні Конференція налічує 16 єпископів.

## Історія
Необхідність регулярних консультацій і координування діяльності єпископів стала очевидною ще за часів ранньої церкви. Тоді відбувалися синоди чи собори. Від XIX століття зібрання єпископів набули регулярного характеру та призвели до створення конференцій католицьких єпископів.
Уперше статус єпископських конференцій було визначено в конституції папи Пія Х «Sapienti Concilio» (29 червня 1908 року). Суттєві зміни щодо статусу конференції та її обов'язків уніс Другий Ватиканський собор. Сьогодні статус цього органу окреслений у Кодексі канонічного права (від 1983 року, канони 447–459).
Перше засідання Конференції римсько-католицьких єпископів України відбулося 28 лютого 1992 року у Львові. У ньому взяли участь архієпископ Львівський Мар'ян Яворський, єпископ Кам'янець-Подільський Ян Ольшанський, єпископ Житомирський Ян Пурвінський, єпископи-помічники Львівські Рафаїл Керницький і Маркіян Трофим'як, а також архієпископ Франческо Коласуонно — представник Ватикану. Тоді було ухвалено проєкт статуту Конференції, який передали Апостольському Престолу. Головою Конференції обрано Львівського архієпископа митрополита Мар'яна Яворського, а секретарем — канцлера Львівської курії о. Мар'яна Бучека.
Єпископи створили кілька комісій та написали лист до Його Святості Йоана Павла II, просячи затвердити заснування Конференції єпископів латинського обряду на терені України.

## Структура Конференції
- Голова Віталій Скомаровський
  - Заступник голови Віталій Кривицький
  - Секретар Едвард Кава[2]
- Комісії:
  - Комісія у справах Віровчення — єпископ Микола Петро Лучок
  - Комісія катехизисна — єпископ Леон Дубравський
  - Комісія у справах кліру єпископ Павло Гончарук
  - Комісія літургії та сакрального мистецтва — єпископи Яцек Пиль і Станіслав Широкорадюк
  - Комісія у справах душпастирства родин — єпископ Радослав Змітрович
  - Комісія загального душпастирства архієпископ Мечислав Мокшицький
  - Комісія у справах чоловічих орденів та згромаджень — єпископ Едвард Кава
  - Комісія у справах жіночих орденів та згромаджень — єпископ Едвард Кава
  - Комісія у справах молоді та покликань — Єпископ Ян Собіло
  - Комісія «Церква–Держава» — єпископ Віталій Кривицький
  - Комісія Карітас-Спес — єпископ Олександр Язловецький
  - Екуменічна комісія — єпископ Віталій Кривицький
  - Комісія у справах інтегрального розвитку людини — єпископ Леон Малий
  - Комісія засобів суспільної комунікації — єпископ Микола Петро Лучок
  - Комісія військового душпастирства — єпископ Павло Гончарук
  - Комісія екології та туризму — єпископ Станіслав Широкорадюк
  - Комісія церковного права — єпископ Олександр Язловецький
  - Комісія церковних рухів та спільнот — єпископ Радослав Змітрович
- Президент «Карітас-Спес» — єпископ Олександр Язловецький
- Речник Конференції єпископів України — єпископ Едвард Кава
- Віцеречник Конференції єпископів України — о. Олександр Зелінський[3]

Склад Конференції:
- Єпископ-ординарій Луцький Віталій Скомаровський. Голова.
- Архієпископ і митрополит Львівський латинського обряду Мечислав Мокшицький. 
  - Єпископ-помічник Львівський Едвард Кава.
  - Єпископ-помічник Львівський Леон Малий
- Єпископ-ординарій Києво-Житомирський Віталій Кривицький
  - Єпископ-помічник Київсько-Житомирський Олександр Язловецький
- Єпископ-ординарій Кам'янець-Подільський Леон Дубравський OFM
  - Єпископ-помічник Кам'янець-Подільський Радослав Змітрович
- Єпископ-ординарій Мукачівський Микола Петро Лучок
  - Єпископ–емерит Мукачівський Антал Майнек OFM
- Єпископ-ординарій Харківсько-Запорізький Павло Гончарук
  - Єпископ-помічник Харківсько-Запорізький

Ян Собіло
- - Єпископ-емерит Харківсько-Запорізький

Мар'ян Бучек
- - Єпископ-емерит Харківсько-Запорізький

Станіслав Падевський
- Єпископ-ординарій Одесько-Сімферопільський

Станіслав Широкорадюк
- - Єпископ-помічник Одесько-Сімферопільський

Яцек Пиль
- - Єпископ-емерит Одесько-Сімферопільський Броніслав Бернацький